# Ataco (kommun)
Ataco är en kommun i Colombia.   Den ligger i departementet Tolima, i den centrala delen av landet, 230 km sydväst om huvudstaden Bogotá. Antalet invånare är 21 942.